# Vorsatz (Familienname)
Vorsatz ist ein Familienname.

## Namensträger
- Diana Ürge-Vorsatz (* 1968), ungarische Klimawissenschaftlerin
- Karl-Heinz Vorsatz (1927–1992), deutscher Politiker (NPD/DVU)
- Petra Vorsatz (* 1958), deutsche Archivarin und Museumsleiterin